# Хостак, Мартин
Мартин Хостак (чеш. Martin Hosták; 11 ноября 1967, Градец-Кралове, Чехословакия) — бывший чешский хоккеист, нападающий. Бронзовый призёр чемпионатов мира 1990 и 1993 годов, чемпион Чехословакии 1990 года. Сейчас — генеральный менеджер клуба «Злин». 

## Биография
Мартин Хостак начал свою карьеру в клубе «Градец-Кралове». С 1986 по 1990 годы выступал в чемпионате Чехословакии за пражскую «Спарту», в составе которой в 1990 году стал чемпионом Чехословакии. Сразу после этого он перебрался за океан, где играл в НХЛ за «Филадельфию Флайерз». В 2002 году вернулся в Европу и отыграл еще 9 сезонов в чемпионате Швеции. Завершил хоккейную карьеру в 2001 году.
После окончания игровой карьеры стал тренером. Работал в командах «Хрудим», «Градец-Кралове». Также был авторитетным хоккейным экспертом на чешском телевидении. С сезона 2017/18 занимает должность генерального менеджера команды «Злин».

## Достижения
Чемпион Чехословакии 1990
 Серебряный призёр молодёжного чемпионата мира 1987 и чемпионата Швеции 1994
 Бронзовый призёр чемпионата Европы среди юниоров 1985 и чемпионатов мира 1990, 1993

## Статистика
- Чемпионат Чехословакии (Чехии) — 181 игра, 135 очков (62 шайбы + 73 передачи)
- Сборная Чехии — 34 игры, 16 шайб
- Сборная Чехословакии — 27 игр, 4 шайбы
- Чемпионат Швеции — 413 игр, 321 очко (154+167)
- НХЛ — 55 игр, 14 очков (3+11)
- АХЛ — 83 игры, 75 очков (35+40)
- Всего за карьеру — 793 игры, 274 шайбы